# LibraryThing
LibraryThing é um aplicativo de catalogação social para armazenar e compartilhar catálogos de livros e vários tipos de metadados de livros. É usado por autores, indivíduos, bibliotecas e editores.
Baseado em Portland, Maine, o LibraryThing foi desenvolvido por Tim Spalding e foi ao ar em 29 de agosto de 2005. Em junho de 2019, conta com mais de 2.400.000 usuários e mais de 135 milhões de livros catalogados.

## Características
O principal recurso do LibraryThing ("LT") é a catalogação de livros, filmes, músicas e outras mídias, importando dados das bibliotecas por meio de conexões Z39.50 e de seis lojas da Amazon.com. Fontes de bibliotecas fornecem registros Dublin Core e MARC para LT; os usuários podem importar informações de mais de 2000 bibliotecas, incluindo a Biblioteca Britânica, a Biblioteca e Arquivos do Canadá, a Biblioteca do Congresso, a Biblioteca Nacional da Austrália e a Universidade Yale. Se um registro não estiver disponível em nenhuma dessas fontes, também é possível inserir as informações do livro manualmente através de um formulário em branco.
Cada obra pode incluir diferentes edições, traduções, impressões, versões em áudio, entre outros. Os membros são encorajados a adicionar resenhas publicamente visíveis, descrições, Conhecimento Comum e outras informações sobre um trabalho; classificações, coleções e tags ajudam a categorizar. A discussão nos fóruns também é incentivada.
Os itens são classificados usando o Sistema Decimal Melvil, com base na edição 1922 fora de direitos autorais da Classificação Decimal Dewey, com modificações na ortografia padrão dos nomes de divisão (em oposição aos nomes originais, que foram escritos de acordo com as reformas ortográficas preconizadas por Dewey) e terminologia modernizada.

### Recursos sociais
Os recursos sociais do LibraryThing foram comparados ao gerenciador de favoritos Del.icio.us e ao serviço de música colaborativa Last.fm. Sites de catalogação de livros semelhantes incluem aNobii, BookLikes, Goodreads, Libib, Shelfari [agora fundido com Goodreads] e weRead.

### TinyCat
Em 2016, a LibraryThing lançou o TinyCat, um OPAC projetado para a catalogação e circulação de bibliotecas de até vinte mil itens. O TinyCat é comercializado para pequenas bibliotecas independentes, como escolas, centros comunitários, instituições religiosas, departamentos acadêmicos e indivíduos.

## Propriedade
O LibraryThing é de propriedade majoritária do criador, Tim Spalding. A livraria online AbeBooks (agora de propriedade da Amazon) comprou uma participação de 40% no LibraryThing em maio de 2006 por uma quantia não revelada. Em janeiro de 2009, o Cambridge Information Group adquiriu uma participação minoritária na empresa e sua subsidiária Bowker se tornou o distribuidor oficial de bibliotecas.

## Publicidade
No final de junho de 2006, o LibraryThing estava sujeito ao efeito Digg de um artigo do Wall Street Journal. Os desenvolvedores do sítio adicionaram servidores para compensar o aumento do tráfego. Em dezembro do mesmo ano, o sítio recebeu ainda mais atenção do Slashdot sobre o recurso UnSuggester, que extrai sugestões de livros com menor probabilidade de aparecer no mesmo catálogo que um determinado livro.